# Landgericht Nördlingen
Das Landgericht Nördlingen war ein von 1803 bis 1879 bestehendes bayerisches Landgericht älterer Ordnung mit Sitz in Nördlingen im heutigen Landkreis Donau-Ries.

## Lage
Das Landgericht Nördlingen hatte kein zusammenhängendes Territorium. Im Norden grenzte das Herrschaftsgericht Maihingen an, im Süden das Herrschaftsgericht Bissingen, im Südosten das Herrschaftsgericht Harburg, im Osten das Landgericht Monheim und im Westen Württemberg. Die im Norden befindliche Exklave grenzte im Süden an das Stadt- und Herrschaftsgericht Oettingen, im Norden und Osten an das Landgericht Dinkelsbühl und im Westen an das Herrschaftsgericht Mönchsroth.

## Geschichte
Im Jahr 1803 wurde im Verlauf der Verwaltungsneugliederung Bayerns das Landgericht Nördlingen errichtet. Dieses kam zunächst zum Altmühlkreis. Mit dessen Auflösung im Jahr 1810 gehörte es zum Oberdonaukreis, ab 1817 zum Rezatkreis und seit 1838 zu Schwaben und Neuburg.
Im Jahr 1818 hatte das Landgericht Nördlingen 6783 Einwohner, die sich auf 1772 Familien verteilten und in 1225 Anwesen wohnten. Es gab 29 Ortschaften (1 Markt, 14 Pfarrdörfer, 3 Kirchdörfer, 3 Dörfer, 2 Weiler, 2 Einöden und 4 Mühlen).

## Struktur

### Steuerdistrikte
Das Landgericht wurde in 13 Steuerdistrikte aufgeteilt, die vom Rentamt Nördlingen verwaltet wurden:
- Aufhausen;
- Belzheim;
- Ederheim mit Thalmühle;
- Großelfingen mit Enkingen, Hobelmühle und Wiesmühle;
- Kleinerdlingen mit Herkheim und Holheim;
- Möttingen;
- Nähermemmingen mit Klötzenmühle;
- Pfäfflingen;
- Reimlingen mit Oberreimlingen und Unterreimlingen;
- Schmähingen;
- Veitsweiler mit Hahnenberg, Oberklingen, Unterklingen und Wolfsbühl;
- Weiltingen;
- Wilburgstetten mit Greiselbach, Höllmühle und Neuölmühle.

Dem Landgericht unterstanden noch folgende Orte, die jedoch von Steuerdistrikten der umliegenden Herrschaftsgerichte verwaltet wurden:
- Lierheim zu Appetshofen
- Raustetten zu Fremdingen
- Zoltingen zu Unterringingen
- Gramstetterhof zu Wittenbach

### Ruralgemeinden
1820 gehörten 1 Munizipalgemeinde und 19 Ruralgemeinden zum Landgericht:
- Appetshofen mit Lierheim;
- Aufhausen;
- Belzheim;
- Ederheim mit Thalmühle;
- Enkingen;
- Greiselbach
- Großelfingen mit Hobelmühle und Wiesmühle;
- Herkheim;
- Holheim;
- Kleinerdlingen;
- Möttingen;
- Nähermemmingen mit Klötzenmühle;
- Nördlingen;
- Pfäfflingen;
- Reimlingen mit Oberreimlingen und Unterreimlingen;
- Schmähingen mit Grünenpeunt;
- Veitsweiler mit Hahnenberg, Oberklingen und Unterklingen;
- Weiltingen;
- Wilburgstetten mit Höllmühle, Neuölmühle und Wolfsbühl;
- Zoltingen.

## Weitere Entwicklung
Vor 1829, jedoch nach 1839 wurden Appetshofen und Möttingen an das Herrschaftsgericht Harburg abgegeben. Die nördliche Exklave bestehend aus den Gemeinden Greiselbach, Veitsweiler, Wilburgstetten und Weiltingen wurden 1831 an das Landgericht Dinkelsbühl abgegeben. Vor 1852 wurden Belzheim an das Landgericht Oettingen abgegeben, Pfäfflingen an das Landgericht Wallerstein und Aufhausen und Zoltingen an das Landgericht Bissingen.
Christgarten und Hürnheim kamen vom 1848 aufgelösten Herrschaftsgericht Wallerstein hinzu, Balgheim, Deggingen, Großsorheim, Hoppingen, Hürnheim, Kleinsorheim, Merzingen, Rudelstetten, Schrattenhofen, Wörnitzostheim und Ziswingen von dem 1848 ebenfalls aufgelösten Herrschaftsgericht Harburg, Alerheim, Bühl kamen vom 1848 aufgelösten Stadt- und Herrschaftsgericht Oettingen hinzu und Hohen- und Niederaltheim vom 1848 aufgelösten Herrschaftsgericht Bissingen.
1852 hatte das Landgericht Nördlingen einen Fläche von 1,494 Quadratmeilen (≈84 km²) und 16562 Einwohner. Es gab nun 30 Gemeinden:
Appertshofen, Alerheim, Balgheim, Bühl, Christgarten, Deggingen, Ederheim, Enkingen, Großelfingen, Großsorheim, Holheim, Herkheim, Hohenaltheim, Hoppingen, Hürnheim, Kleinerdlingen, Kleinsorheim, Lierheim, Merzingen, Möttingen, Nähermemmingen, Niederaltheim, Reimlingen, Rudelstetten, Schmähingen, Schrattenhofen, Wörnitzostheim, Ziswingen.
Durch die Auflösung des Landgerichts Wallerstein im Jahr 1862 kamen die Gemeinden Baldingen, Birkhausen, Deiningen, Ehringen, Löpsingen, Munzingen und Wallerstein hinzu, durch die Auflösung des Landgericht Bissingen im selben Jahr die Gemeinden Aufhausen, Forheim, Rohrbach, Untermagerbein und Schaffhausen.